# فردریک استارک پیرسون
فردریک استارک پیرسون، (به انگلیسی: Frederick Stark Pearson) (زاده ۳ ژوئیه ۱۹۳۷ - درگذشته ۷ مه ۱۹۱۵) کارآفرین، مهندس برق و مدیر ارشد اجرایی آمریکایی بود، که در سال ۱۸۹۹ با مشارکت ویلیام مکنزی شرکت مدیریت دارایی بروکفیلد را تأسیس نمود.